# Walter Jolley
Walter Cornelius Jolley, eigentlich Jolly, (* 13. Juni 1897 in Pittsburgh; † 10. Januar 1983 in Orange County, Vereinigte Staaten) war ein US-amerikanischer Maler und Film-Techniker, der bei den 28. Academy Awards mit einem Oscar für technische Verdienste geehrt wurde.

## Leben und Wirken
Der Sohn von Alpheus A. Jolly und Alice Terry reiste mit seinen Eltern in jungen Jahren viel herum und änderte als junger Mann seinen eigentlichen Namen von Jolly zu Jolley. In Südkalifornien angekommen, heiratete Walter Jolley am 10. November 1920 eine Louise Helen Ericsson. Jolley fand bei der Filmproduktionsfirma Fox eine Anstellung als Kulissenmaler und stieg in diesem Bereich bald zum Leiter dieser Abteilung auf. Sein Sohn Robert Walter Jolley (1921–2010) trat schließlich in die Fußstapfen des Vaters. Auch dem Merger Twentieth Century Fox, in dem 1935 die Fox aufging, blieb Walter Jolley beruflich verbunden.
Jolley wurde 1956 für eine im Jahr zuvor gemeinsam mit Maurice Larson und R. H. Spies gemachte Erfindung für die Twentieth Century Studios mit einem Academy Technical Achievement Award ausgezeichnet. Bei dem Preis handelt es sich um eine sogenannte Class III-Auszeichnung, da die Preisträger keine Oscar-Statuette (Class I) oder Oscar-Plakette (Class II) erhalten, sondern ein Oscar-Zertifikat. Verlesen wurden ihre Namen von Claire Trevor und Mel Ferrer. Jolley, Larson und Spies wurden geehrt „für ihre Erfindung eines Sprühverfahrens, das simulierte metallische Oberflächen erzeugt“ („for a spraying process which creates simulated metallic surfaces“).